# Кицкани (Вранча)
Кицкани (рум. Chițcani) насеље је у Румунији у округу Вранча у општини Богешти. Oпштина се налази на надморској висини од 208 m.

## Становништво
Према подацима из 2002. године у насељу је живело 157 становника, од којих су сви румунске националности.